# N661US
N661US為波音公司製造的波音747-400原型機，波音747系列的現代化機種，於1988年1月26日完工出廠，同年4月29日首飛。波音747-400飛行試驗期結束後，波音公司於1989年12月8日將該機交付美國西北航空。
西北航空由N661US執飛的一次航班中，飛機的方向舵在無人操作下發生偏轉並卡死的突發故障，造成機身傾斜。機組人員處理後勉強控制飛機，最終安全迫降機場。故障原因被認為是金屬疲勞所導致，並因此發布適航指令，以防止類似事故發生。
達美航空於2009年合併西北航空，N661US亦併入達美航空機隊。在達美航空服役期間轉為第6301號客機（Delta Ship 6301），並從事客運服務直至2015年9月9日退役。飛行生涯結束後，N661US轉移至美國喬治亞州亞特蘭大的達美航空飛行博物館展出。

## 歷史

### 組裝和飛行試驗
該架波音747-451為747-400系列的首架飛機，屬於波音公司設計巨無霸客機的改良型，亦是該公司製造的第696架波音747飛機，製造商序號為23719。1987年9月，N661US於波音747的長期期生產基地埃弗里特工廠開始組裝，裝配工作於同年末的冬季完成，並於隔年1月26日出廠。
與前期的波音747相比，-400系列採用雙人玻璃駕駛艙，取消飛行工程師的配置。並延續波音747-300引入的延長上層甲板（stretched upper deck），及提供改良後的渦輪扇發動機供客戶選擇。波音公司因N661US將測試普惠PW4000型的渦輪扇發動機，而將該機的測試註冊號分配為「N401PW」。
1988年4月29日，該機由試飛員詹姆斯·萊希（James Loesch）和副手肯尼斯·希金斯（Kenneth Higgins）的操作下完成首次飛行，由於分包商延誤提供零件及飛機電子系統需要額外的故障排除等因素，首飛日期較原訂計畫推遲了6週。本次飛行自埃弗里特工廠所在地的佩恩機場起飛，經過2小時26分鐘的航程順利降落西雅圖南部的波音機場。波音公司後續對該機進行數月的飛行試驗，直至1989年1月10日獲得美國聯邦航空總署認證。

### 商業服務

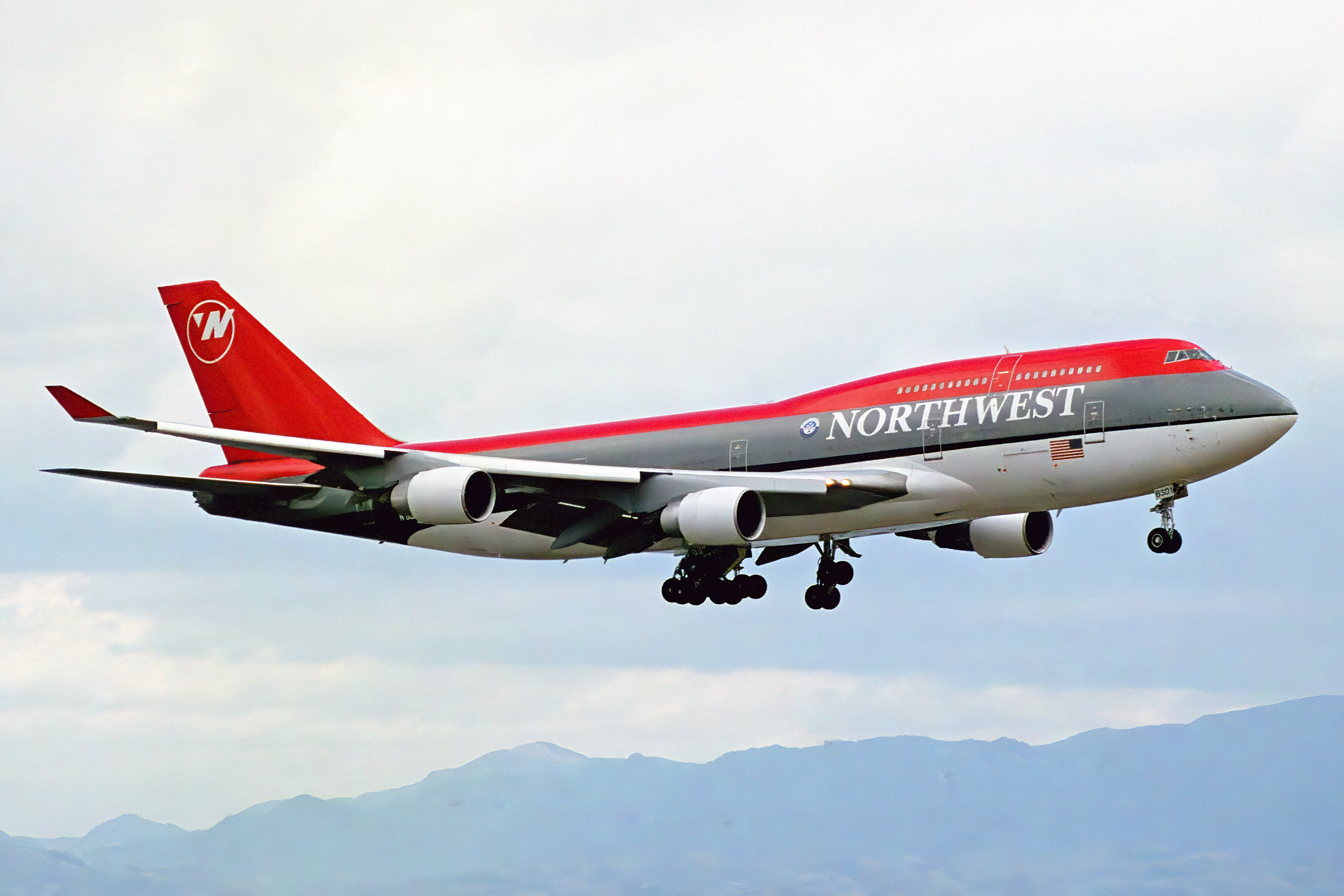
服務於西北航空的N661US，1999年

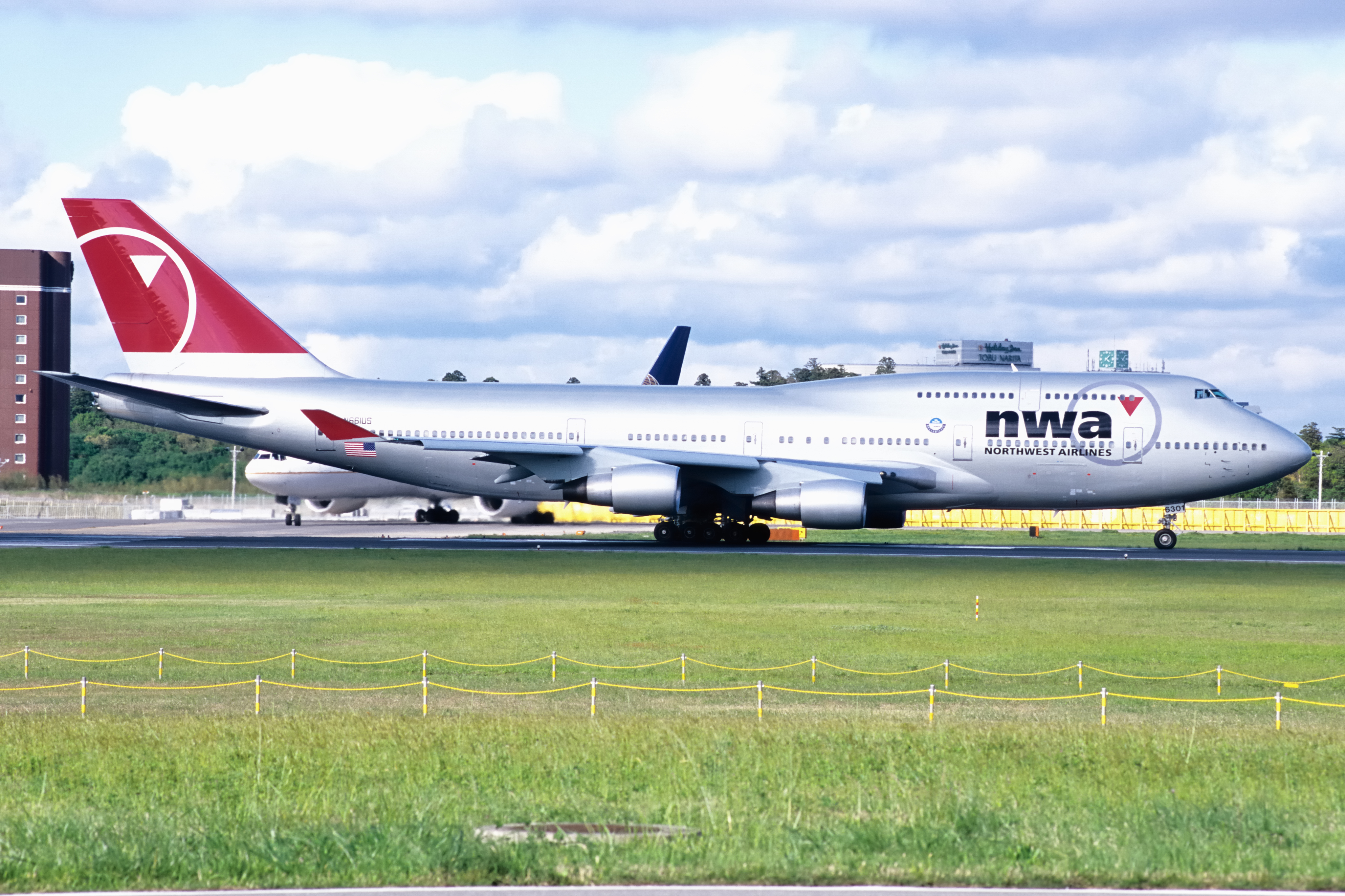
2004年在成田国际机场的N661US，机身涂装更换为西北与达美合并前最后一版西北涂装

波音公司於1989年12月8日將飛機交付西北航空，註冊編號更改為「N661US」。2009年西北航空併入達美航空後，N661US轉為第6301號客機（Delta Ship 6301），並持續執飛客運航班直至2015年9月9日退役。最後一次飛行由檀香山丹尼爾·K·井上國際機場飛往亞特蘭大哈茨菲爾德-傑克遜機場。營運期間，N661US累積飛行哩程超過61,000,000英里（98,000,000）。

### 西北航空85號班機事故
N661US為2002年10月9日西北航空85號班機事故的涉事班機。當時，N661US執飛美國底特律都會韋恩縣機場至日本東京成田國際機場的定期客運航班，在飛經白令海峽上空時，飛機下段方向舵在無人控制的情況下突然向左急速偏轉並卡死，導致機身左側的下段方向舵完全偏左，迫使機組人員使用右側上段的方向舵和右副機翼勉強維持飛機的姿態和航向。
航班緊急改道飛往阿拉斯加州泰德·史蒂文斯安克拉治國際機場並安全降落，機上乘客和機組人員均未受傷。美國國家運輸安全委員會在後續的調查中發現，下段方向舵動力控制模組（Powertrain control module）的外殼因產生金屬疲勞而破裂脫落，造成控制模組損毀而導致方向舵偏轉並卡死。美國聯邦航空總署於該次事故後發布適航指令以防止類似情形再次發生，N661US除方向舵外並無其他損壞，事故後重新投入西北航空繼續服務。

### 保存

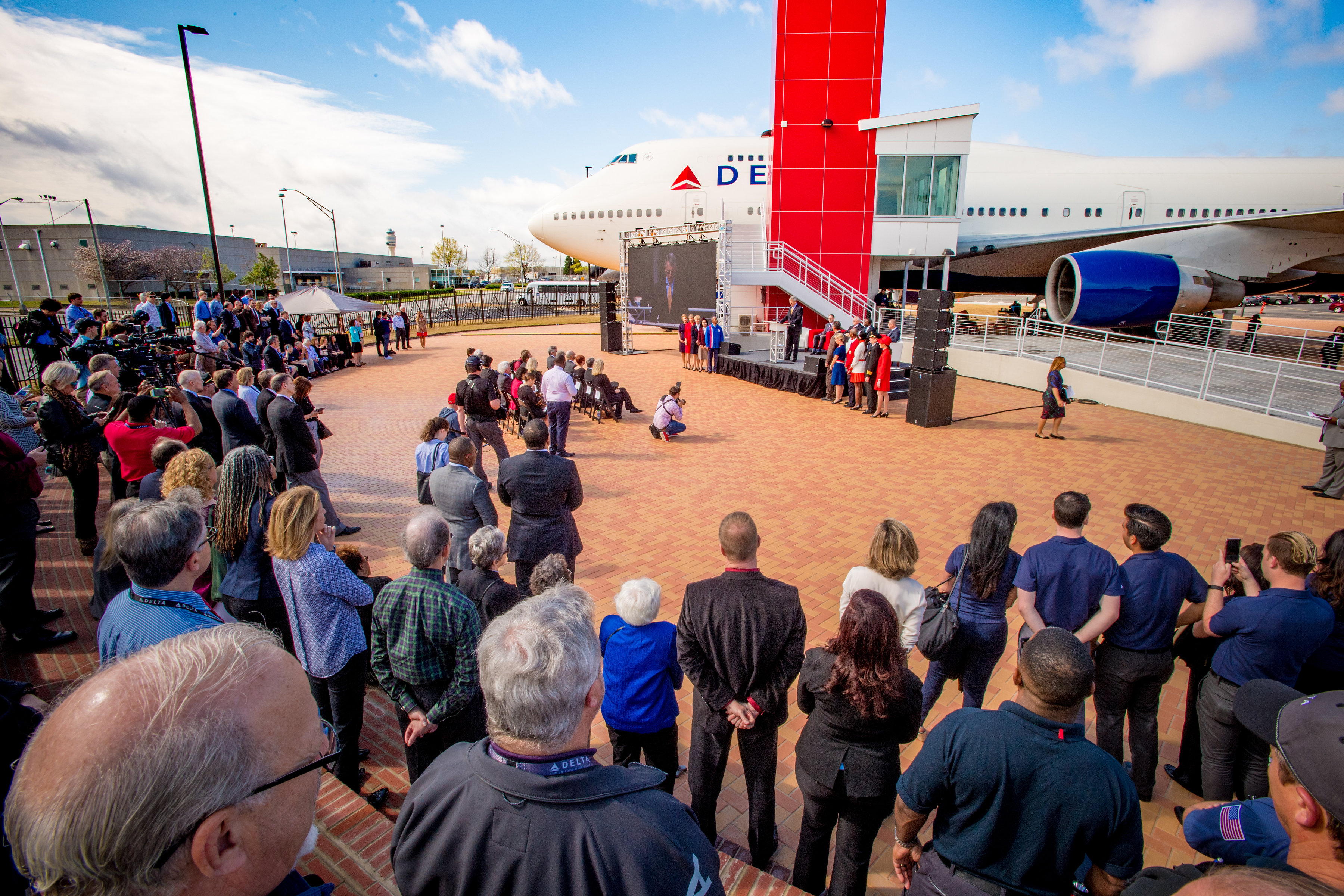
N661US於亞特蘭大的達美航空飛行博物館展出

N661US於2015年9月完成最後一次飛行後停放於亞特蘭大，工作人員則拆除可供其他達美航空機隊重新使用的零件。2016年4月，該架巨無霸客機橫越兩條街道，移置亞特蘭大達美航空飛行博物館前的永久展示位置。
達美航空員工發起一項名為的募款活動，目標是將第6301號客機（Delta Ship 6301）及周圍的停車場改建為戶外展覽，名為，並於2017年3月28日開幕。
遊客可經由樓梯或電梯進入機體，穿過頭等艙參觀一部分改裝成展覽空間的經濟艙和機尾耐壓艙壁，亦可行走於設有欄杆保護的走道橫跨一部分機翼。此外，貨艙和機艙天花板均已清空或移除，遊客可從上層甲板透過下層甲板和貨艙向下觀賞飛機巨大橫截面構造。

## 外部連結
维基共享资源上的相關多媒體資源：N661US